# Озірце
Озірце́ (інша назва — Дике озеро) — гідрологічний заказник місцевого значення в Україні; високогірне озеро. Розташоване в Українських Карпатах, у межах Міжгірського району Закарпатської області. 
Озеро лежить на північно-східному схилі гори Гропи, що в західній частині хребта Пишконі, на висоті бл. 1000 м над р. м, серед ялинового лісу. Площа 1,2 га, максимальна глибина 9,5 м. Озеро завального походження. Береги круті, за винятком північно-східної частини. Живлення переважно ґрунтове. Вода темно-коричнева, слабомінералізована. Температура її влітку не перевищує +15°. Узимку замерзає. З озера випливає невеликий струмок (ліва притока Озерянки). 
Донні відклади утворені сапропелем та слаборозкладеними рештками мохового, трав'яного і деревного походження. Відбувається заболочування водойми (сфагнові та осоко-сфагнові болотні ценози). На поверхні води є угруповання рдесника. 
В озері водиться форель. 
Озірце лежить у межах природного національного парку Синевир. Підйом до озера починається від Музею лісу і сплаву (північно-східна околиця села Синевир) і проходить маркованою туристичною стежкою.